# 連隊区司令部
連隊区司令部（れんたいくしれいぶ、旧字体：聯隊󠄁區司令部）は、大日本帝国陸軍の、徴兵・動員・召集・在郷軍人の指導等を掌る機関であり、全国に置かれていた（大正12年勅令267号連隊区司令部令）。
師団の管轄区域である師管を四つの連隊区に分け、ほぼ歩兵連隊の所在地または近接市に連隊区司令部が置かれた。連隊区司令部の長は連隊区司令官であり、他に副官1人、部員数人、下士官2～3人、他10数人の事務所であった。その後1941年（昭和16年）には、1府県1連隊区として府県庁所在地と一致させた。
1945年（昭和20年）3月には、それまでの連隊区司令部は閉鎖され、臨時編成の連隊区司令部と地区司令部が設けられた。その長である連隊区司令官と地区司令官は兼職とされ師管区司令官に隷属した。

## 1930年時点の連隊区一覧表
師管区の番号は師団の番号と同じであり、また第13と第15は　欠番である。
| 師管区名 | （右の数字は便宜上付与したもの）   | 1                  | 2                  | 3                          | 4                        | 5    |
| -------- | ---------------------------------- | ------------------ | ------------------ | -------------------------- | ------------------------ | ---- |
| 第1師管  | 連隊区名                           | 麻布               | 甲府               | 本郷                       | 佐倉                     |      |
|          | 府県名、（府県名）はその一部を示す | （東京）、（埼玉） | 山梨、神奈川       | （東京）、（埼玉）         | 千葉                     |      |
| 第2師管  | 連隊区名                           | 仙台               | 福島               | 新発田                     | 高田                     |      |
|          | 府県名、（府県名）はその一部を示す | 宮城               | 福島               | （新潟）                   | （新潟）                 |      |
| 第3師管  | 連隊区名                           | 名古屋             | 岐阜               | 豊橋                       | 静岡                     |      |
|          | 府県名、（府県名）はその一部を示す | （愛知）           | （岐阜）           | （愛知）、（静岡）         | （静岡）                 |      |
| 第4師管  | 連隊区名                           | 大阪               | 神戸               | 堺                         | 和歌山                   |      |
|          | 府県名、（府県名）はその一部を示す | （大阪）、（兵庫） | （兵庫）           | （大阪）                   | 和歌山                   |      |
| 第5師管  | 連隊区名                           | 広島               | 福山               | 浜田                       | 山口                     |      |
|          | 府県名、（府県名）はその一部を示す | （広島）           | （広島）           | （島根）                   | （山口）                 |      |
| 第6師管  | 連隊区名                           | 熊本               | 大分               | 都城                       | 鹿児島                   | 沖縄 |
|          | 府県名（府県名）はその一部を示す   | 熊本               | （大分）           | 宮崎                       | 鹿児島                   | 沖縄 |
| 第7師管  | 連隊区名                           | 札幌               | 函館               | 釧路                       | 旭川                     |      |
|          | 府県名、（府県名）はその一部を示す | （北海道）         | （北海道）         | （北海道）                 | （北海道）および「樺太」 |      |
| 第8師管  | 連隊区名                           | 青森               | 盛岡               | 秋田                       | 山形                     |      |
|          | 府県名                             | 青森               | 岩手               | 秋田                       | 山形                     |      |
| 第9師管  | 連隊区名                           | 金沢               | 富山               | 敦賀                       | 鯖江                     |      |
|          | 府県名、（府県名）はその一部を示す | 石川               | 富山、（岐阜）     | （福井）,（滋賀）,（岐阜） | （福井）                 |      |
| 第10師管 | 連隊区名                           | 姫路               | 鳥取               | 岡山                       | 松江                     |      |
|          | 府県名、（府県名）はその一部を示す | （兵庫）           | （鳥取）、（兵庫） | 岡山                       | （島根）、（鳥取）       |      |
| 第11師管 | 連隊区名                           | 丸亀               | 松山               | 徳島                       | 高知                     |      |
|          | 府県名                             | 香川               | 愛媛               | 徳島                       | 高知                     |      |
| 第12師管 | 連隊区名                           | 小倉               | 福岡               | 大村                       | 久留米                   |      |
|          | 府県名、（府県名）はその一部を示す | （福岡）、（山口） | （福岡）           | 長崎                       | （福岡）,佐賀,（大分）   |      |
| 第14師管 | 連隊区名                           | 水戸               | 宇都宮             | 高崎                       | 松本                     |      |
|          | 府県名                             | 茨城               | 栃木               | 群馬                       | 長野                     |      |
| 第16師管 | 連隊区名                           | 京都               | 福知山             | 津                         | 奈良                     |      |
|          | 府県名、（府県名）はその一部を示す | （京都）、（滋賀） | （京都）           | 三重                       | 奈良                     |      |